# لیرد
شهر لیرد (به فرانسوی: Lierde) در شهرستان اودنرد در استان فلاندری شرقی در منطقه فلاندری در کشور بلژیک واقع شده‌است.